# Lehnitzsee (Potsdam)

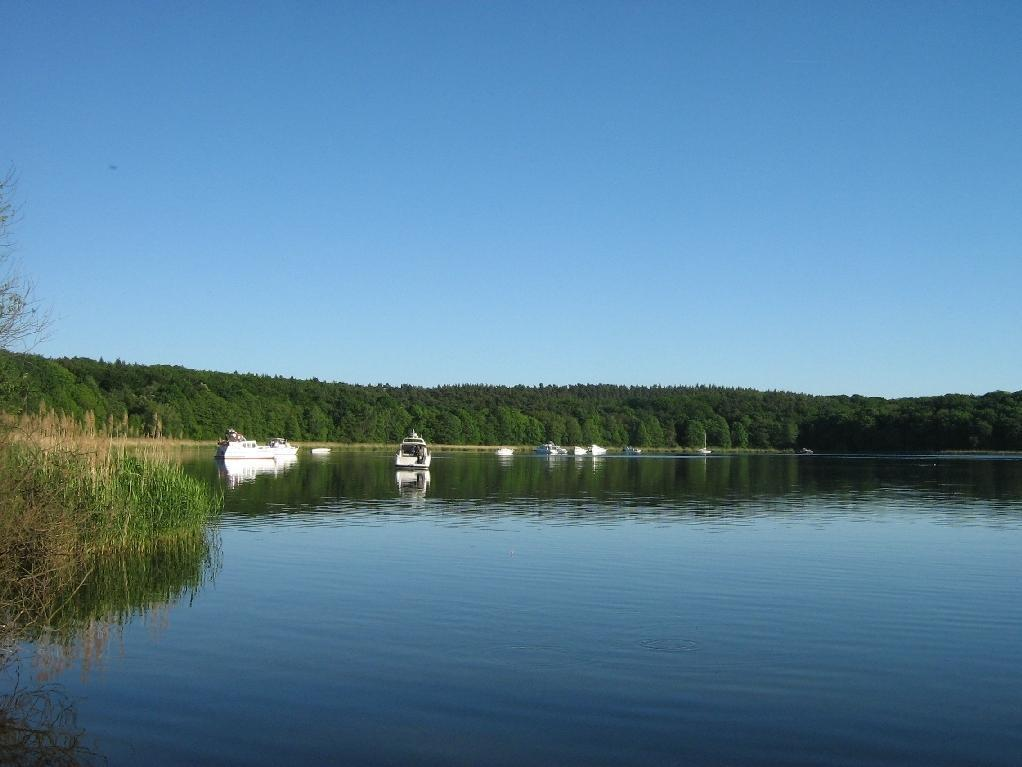
Lehnitzsee

Lehnitzsee ist der Name für einen Teil einer sich nach Norden erstreckenden Havelbucht bei Potsdam. Der nördliche Bereich dieser Bucht heißt nach dem benachbarten Ort Krampnitzsee. Die Verbindung zur Havel ist südlich über die aus dem Jungfernsee nach Nordwesten abzweigende Nedlitzer Alte Fahrt gegeben.
Lehnitzsee und Krampnitzsee (LKS) mit einer Länge von 2,45 km zählen zu den sogenannten Sonstigen Binnenwasserstraßen des Bundes und gehören zur Bundeswasserstraße Untere Havel-Wasserstraße, für die das Wasserstraßen- und Schifffahrtsamt Spree-Havel zuständig ist.
Westlich des Lehnitzsees befindet sich der Potsdamer Ortsteil Neu Fahrland.